# Edyta Kalinowska
Edyta Kalinowska – polska gimnastyczka sportowa.
Na Mistrzostwach Świata w Gimnastyce Akrobatycznej, które odbyły się od 28 do 31 października 1998 w Mińsku na Białorusi, w trójce z Joanną Gamrot i Martą Adamiecką zdobyła złoty medal w konkurencji trójek kobiet. W roku 1996 w tym samym składzie zdobyła Mistrzostwo Polski Seniorów w trójkach kobiet.